# Morti nel 1989/Giugno
| Questa pagina contiene informazioni ricavate automaticamente dalle voci biografiche con l'ausilio del template Bio e di un bot. L'aggiornamento è periodico e automatico e ricostruisce completamente la pagina. Se manca una persona in questa lista, sei pregato di non aggiungerla, ma accertati piuttosto che la sua voce biografica contenga il template Bio e che i dati anagrafici siano correttamente compilati. Se il template Bio manca, inseriscilo tu stesso o, in alternativa, metti l'avviso {{tmp\|Bio}} che ne segnala la mancanza. Se i dati riportati sono sbagliati, correggi direttamente la voce biografica; le modifiche saranno visibili in questa lista entro pochi giorni. Per chiarimenti vedi il progetto biografie. La lista contiene solo le 95 persone che sono citate nell'enciclopedia e per le quali è stato implementato correttamente il template Bio. Pagina aggiornata al 3 mar 2024. |

- 1º giugno - Aurelio Lampredi, ingegnere italiano (n. 1917)
- 1º giugno - Charles Vanden Wouwer, calciatore belga (n. 1916)
- 2 giugno - Guido Agosti, pianista e compositore italiano (n. 1901)
- 2 giugno - Frederic Prokosch, scrittore e traduttore statunitense (n. 1908)
- 2 giugno - Anthony Teague, attore e ballerino statunitense (n. 1940)
- 2 giugno - Takeo Watanabe, compositore e musicista giapponese (n. 1933)
- 3 giugno - Vittorina Gementi, insegnante e pedagogista italiana (n. 1931)
- 3 giugno - Lauro Grossi, politico italiano (n. 1932)
- 3 giugno - Ruhollah Khomeyni, politico e imam iraniano (n. 1902)
- 4 giugno - Dik Browne, fumettista e illustratore statunitense (n. 1917)
- 4 giugno - Cecil Collins, pittore inglese (n. 1908)
- 4 giugno - Franca Helg, architetto, progettista e designer italiana (n. 1920)
- 5 giugno - André Michel, regista francese (n. 1907)
- 5 giugno - Fritz Nagy, cestista statunitense (n. 1924)
- 5 giugno - Maurice Philippe, ingegnere britannico (n. 1932)
- 6 giugno - Laxman Singh, principe e politico indiano (n. 1908)
- 6 giugno - Richard Kahn, economista britannico (n. 1905)
- 6 giugno - Ugo Ughi, schermidore italiano
- 6 giugno - Steffen Zacharias, attore tedesco (n. 1927)
- 7 giugno - Giuseppe Albani, calciatore e allenatore di calcio italiano (n. 1921)
- 7 giugno - James Cristy, nuotatore statunitense (n. 1913)
- 7 giugno - Masud Khan, psicoanalista inglese (n. 1924)
- 7 giugno - Nara Leão, cantante e chitarrista brasiliana (n. 1942)
- 8 giugno - Fabio Tombari, scrittore italiano (n. 1899)
- 9 giugno - George Wells Beadle, biologo statunitense (n. 1903)
- 9 giugno - Rəşid Behbudov, cantante lirico e attore sovietico (n. 1915)
- 9 giugno - José López Rega, politico e poliziotto argentino (n. 1916)
- 10 giugno - Carlo Girometta, allenatore di calcio e calciatore italiano (n. 1913)
- 10 giugno - James Greenway, ornitologo statunitense (n. 1903)
- 10 giugno - Richard Quine, attore, regista e paroliere statunitense (n. 1920)
- 10 giugno - Albert Spaggiari, criminale e militare francese (n. 1932)
- 11 giugno - Andrea Lazzarini, calciatore italiano (n. 1915)
- 11 giugno - Jack McMahon, cestista e allenatore di pallacanestro statunitense (n. 1928)
- 11 giugno - Jan Lapidoth, bobbista svedese (n. 1915)
- 12 giugno - Nilüfer Hanimsultan, principessa ottomana (n. 1916)
- 12 giugno - Eduardo Dualde, hockeista su prato spagnolo (n. 1933)
- 12 giugno - Lou Monte, cantante statunitense (n. 1917)
- 13 giugno - Corrado Agusta, imprenditore italiano (n. 1923)
- 13 giugno - Fran Allison, conduttrice televisiva, cantante e conduttrice radiofonica statunitense (n. 1907)
- 13 giugno - Scott Ross, clavicembalista e organista statunitense (n. 1951)
- 13 giugno - Julian Voloshin, attore statunitense (n. 1909)
- 14 giugno - Carlo di Limburg-Stirum, politico e filantropo belga (n. 1906)
- 14 giugno - Christopher Bernau, attore televisivo statunitense (n. 1940)
- 14 giugno - Joseph-Albert Malula, cardinale e arcivescovo cattolico della Repubblica Democratica del Congo (n. 1917)
- 14 giugno - Albert Wolff, schermidore francese (n. 1906)
- 14 giugno - Pete de Freitas, musicista e produttore discografico britannico (n. 1961)
- 15 giugno - Roberto Camardiel, attore spagnolo (n. 1917)
- 15 giugno - Victor French, attore statunitense (n. 1934)
- 15 giugno - Judy Johnson, giocatore di baseball statunitense (n. 1899)
- 15 giugno - Ray McAnally, attore irlandese (n. 1926)
- 15 giugno - Luigi Ricceri, presbitero italiano (n. 1901)
- 15 giugno - Julia Wipplinger, tennista sudafricana (n. 1923)
- 16 giugno - Antonio Corsano, storico della filosofia italiano (n. 1899)
- 16 giugno - Helga Haase, pattinatrice di velocità su ghiaccio tedesca (n. 1934)
- 16 giugno - Arthur Häggblad, fondista svedese (n. 1908)
- 16 giugno - Mino Maccari, scrittore, pittore e incisore italiano (n. 1898)
- 16 giugno - Teresa Tirelli, conduttrice radiofonica statunitense (n. 1907)
- 16 giugno - Willy Otto Zielke, fotografo, regista e produttore cinematografico tedesco (n. 1902)
- 17 giugno - Giovanni Buzzoni, politico italiano (n. 1916)
- 17 giugno - David Griggs, astronauta statunitense (n. 1939)
- 17 giugno - John Matuszak, giocatore di football americano e attore statunitense (n. 1950)
- 17 giugno - Chico Landi, pilota automobilistico brasiliano (n. 1907)
- 18 giugno - Ennio Balbo, attore e doppiatore italiano (n. 1922)
- 18 giugno - George C. Pimentel, chimico statunitense (n. 1922)
- 19 giugno - Reed Jones, attore, cantante e ballerino statunitense (n. 1953)
- 19 giugno - Betti Alver, scrittrice estone (n. 1906)
- 19 giugno - Andrej Prokof'ev, ostacolista e velocista sovietico (n. 1959)
- 20 giugno - Gino Archesso, calciatore italiano (n. 1907)
- 20 giugno - Dona Drake, cantante, ballerina e attrice statunitense (n. 1914)
- 20 giugno - Calogero Lauricella, arcivescovo cattolico italiano (n. 1919)
- 21 giugno - Lee Calhoun, ostacolista statunitense (n. 1933)
- 21 giugno - Paul Doktor, violista austriaco (n. 1919)
- 21 giugno - Luigi Solaini, ingegnere e matematico italiano (n. 1909)
- 22 giugno - Teresa Buelloni, poetessa italiana (n. 1902)
- 22 giugno - Brunetto Del Vita, produttore cinematografico, produttore televisivo e attore italiano (n. 1919)
- 22 giugno - Anton Dermota, tenore sloveno (n. 1910)
- 22 giugno - Robert Körner, allenatore di calcio e calciatore austriaco (n. 1924)
- 22 giugno - Henri Sauguet, compositore francese (n. 1901)
- 22 giugno - Lisa Sergio, giornalista e scrittrice italiana (n. 1905)
- 23 giugno - Michel Aflaq, politico siriano (n. 1910)
- 23 giugno - Werner Best, giurista e militare tedesco (n. 1903)
- 23 giugno - Pitt Herbert, attore statunitense (n. 1914)
- 23 giugno - Timothy Manning, cardinale e arcivescovo cattolico irlandese (n. 1909)
- 23 giugno - Vasilij Aleksandrovič Romanov,  russo (n. 1907)
- 24 giugno - Hibari Misora, cantante e attrice giapponese (n. 1937)
- 26 giugno - Sergio De Giacinto, pedagogista italiano (n. 1921)
- 27 giugno - Alfred Jules Ayer, filosofo britannico (n. 1910)
- 27 giugno - Jack Buetel, attore statunitense (n. 1915)
- 27 giugno - Michele Lupo, regista cinematografico italiano (n. 1932)
- 28 giugno - Togo Bozzi, saggista e giornalista italiano (n. 1905)
- 28 giugno - Joris Ivens, regista, sceneggiatore e montatore olandese (n. 1898)
- 28 giugno - Walter Marcacci, calciatore italiano (n. 1908)
- 28 giugno - Alfredo Sadel, tenore, compositore e attore venezuelano (n. 1930)
- 29 giugno - Mario Melloni, giornalista e politico italiano (n. 1902)
- 30 giugno - Rostislav Pljatt, attore sovietico (n. 1908)